# Балаж Джуджак
Ба́лаж Джу́джак (угор. Dzsudzsák Balázs, нар. 23 грудня 1986, Дебрецен) — угорський футболіст, півзахисник збірної Угорщини та клубу «Аль-Вахда» з Абу-Дабі.

## Клубна кар'єра
У дорослому футболі дебютував 2005 року виступами за команду клубу «Дебрецен», в якій провів два сезони, взявши участь у 48 матчах чемпіонату. Більшість часу, проведеного у складі «Дебрецена», був основним гравцем команди.
Своєю грою за цю команду привернув увагу представників тренерського штабу нілерландського клубу ПСВ, до складу якого приєднався 2007 року. Відіграв за команду з Ейндговена наступні чотири сезони своєї ігрової кар'єри. Граючи у складі ПСВ також здебільшого виходив на поле в основному складі команди. У складі ПСВ був одним з головних бомбардирів команди, маючи середню результативність на рівні 0,39 голу за гру першості. За цей час виборов титул чемпіона Нідерландів.
Протягом 2011–2012 років захищав кольори команди клубу «Анжі».
До складу клубу «Динамо» (Москва) приєднався 2012 року. Наразі встиг відіграти за московських динамівців 11 матчів в національному чемпіонаті.

## Виступи за збірні
У 2003 році грав за юнацьку збірну Угорщини, взяв участь у 12 іграх на юнацькому рівні, відзначившись 6 забитими голами.
У 2007 році дебютував в офіційних матчах у складі національної збірної Угорщини. Наразі провів у формі головної команди країни 82 матчі, забивши 20 голів.

## Статистика виступів

### Статистика клубних виступів
Станом на липень 2011 року.
| Сезон             | Команда           | Чемпіонат         | Чемпіонат | Чемпіонат | Національний кубок | Національний кубок | Національний кубок | Єврокубки | Єврокубки | Єврокубки | Інші змагання | Інші змагання | Інші змагання | Усього | Усього | Усього |
| Сезон             | Команда           | Ліга              | Ігор      | Голів     | Ліга               | Ігор               | Голів              | Ліга      | Ігор      | Голів     | Ліга          | Ігор          | Голів         | Ігор   | Голів  |        |
| ----------------- | ----------------- | ----------------- | --------- | --------- | ------------------ | ------------------ | ------------------ | --------- | --------- | --------- | ------------- | ------------- | ------------- | ------ | ------ | ------ |
| 2004-05           | «Дебрецен»        | ЧУ                | 2         | 0         | КУ                 | —                  | —                  | —         | —         | —         | —             | —             | —             | 2      | 0      |        |
| 2005-06           | «Дебрецен»        | ЧУ                | 10        | 2         | КУ                 | —                  | —                  | —         | —         | —         | —             | —             | —             | 10     | 2      |        |
| 2006-07           | «Дебрецен»        | ЧУ                | 23        | 7         | КУ                 | —                  | —                  | —         | —         | —         | —             | —             | —             | 23     | 7      |        |
| 2007-08           | «Дебрецен»        | ЧУ                | 13        | 5         | КУ                 | —                  | —                  | —         | —         | —         | —             | —             | —             | 13     | 5      |        |
| Усього «Дебрецен» | Усього «Дебрецен» | Усього «Дебрецен» | 48        | 14        | —                  | —                  | —                  |           | —         | —         |               | —             | —             | 48     | 14     |        |
| 2008              | ПСВ               | E                 | 17        | 3         | КН                 | —                  | —                  | —         | —         | —         | —             | —             | —             | 17     | 3      |        |
| 2008-09           | ПСВ               | E                 | 32        | 11        | КН                 | —                  | —                  | —         | —         | —         | —             | —             | —             | 32     | 11     |        |
| 2009-10           | ПСВ               | E                 | 32        | 14        | КН                 | —                  | —                  | —         | —         | —         | —             | —             | —             | 32     | 14     |        |
| 2010-11           | ПСВ               | E                 | 33        | 16        | КН                 | —                  | —                  | —         | —         | —         | —             | —             | —             | 33     | 16     |        |
| Усього ПСВ        | Усього ПСВ        | Усього ПСВ        | 114       | 44        | —                  | —                  | —                  |           | —         | —         |               | —             | —             | 114    | 44     |        |
| Усього за кар'єру | Усього за кар'єру | Усього за кар'єру | 162       | 58        | —                  | —                  | —                  |           | —         | —         |               | —             | —             | 162    | 58     |        |

## Титули та досягнення
- Чемпіон Угорщини (3):

«Дебрецен»: 2004-05, 2005-06, 2006-07
- Володар кубка Угорщини (1):

«Дебрецен»: 2007-08
- Володар суперкубка Угорщини (3):

«Дебрецен»: 2005, 2006, 2007
- Чемпіон Нідерландів (1):

ПСВ: 2007-08
- Володар Суперкубка Нідерландів (1):

ПСВ: 2008
- Володар Кубка Президента ОАЕ (1):

«Аль-Вахда»: 2016-17
- Володар Суперкубка Президента ОАЕ (1):

«Аль-Вахда»: 2017